# لندیلو
لندیلو (به انگلیسی: Llandeilo) یک منطقهٔ مسکونی در بریتانیا است که در کارمارتنشر واقع شده‌است. لندیلو ۱٬۷۹۵ نفر جمعیت دارد.

## خواهرخوانده
شهر لو کنکه خواهرخواندهٔ لندیلو هست.